# Ruud Satijn
Ruud Satijn ('s-Hertogenbosch, 17 december 1970) is een Nederlands filmmaker.

## Biografie
Satijns vader, Anton Satijn, was cellist in het Brabants Orkest. Een van de specialismen van dit orkest was, vooral in de jaren 80 en 90, het muzikaal begeleiden van zwijgende films. Door mee te gaan met zijn vader zag Satijn als tiener zo voor het eerst beroemde klassiekers als Napoleon (Abel Gance), La Passion de Jeanne d’Arc (Dreyer) en Pantserkruiser Potjomkin (Eisenstein) en groeide zijn liefde voor film.
Na zijn afstuderen aan de middelbare school verhuisde Satijn naar Texas, waar hij op een boerderij werkte en door het land reisde. Een jaar later startte Ruud de HBO-school Audiovisuele Productie in Sittard. Het educatieve programma was niet hoogstaand, maar daar werkte hij samen met een groep mensen die hun vriendschap vonden in de liefde voor film. Samen maakten ze hun eerste korte films op video. Onder deze mensen bevonden zich Martin Koolhoven en Frank van den Eeden. Met deze twee verhuisde Satijn naar de Filmschool Sint Lukas in Brussel, om na een jaar terug te keren naar Nederland.
In Amsterdam ging Satijn naar de Nederlandse Filmacademie. Hij produceerde eerst Koolhovens eerste 16mm-film Chess, maar werkte daarna samen met Kim van Kooten die zijn eerste 35mm-short Nighthawks schreef. Het was zijn eerste film als regisseur op het Nederlands Filmfestival in Utrecht.
Satijn ging aan de slag bij de VPRO op Villa Achterwerk en studeerde af met The Scarlet Seduction. Na zijn afstuderen richtte hij zich eerst op schrijven. Ook regisseerde hij commercials. Zijn korte films wonnen meerdere prijzen op internationale festivals en werden wereldwijd vertoond. Anno 2025 werkt hij aan zijn speelfilmdebuut.

## Prijzen
- Malta Short Film Festival ‘Golden Knight’ (Malta, ‘Best Fiction’) 2012 voor The Palace
- Port Townsend Film Festival (USA, ‘Best Performance’) 2013 voor The Palace
- Campfire Film Festival in (Australië, ‘Berry Street Young Audience Award for Best Art, Literacy) 2013 voor The Palace
- Campfire Film Festival in (Australië, ‘Best Foreign Language Film’) 2013 voor The Palace
- Nitiin International Film Festival (Maleisië, 'Best European Film) 2023 voor Bezorgd
- Festival International du film social de l'Aspac,  (Ingré, Frankrijk, 'Best Foreign Film) 2023 voor Bezorgd
- Dallas Independent Film Festival (Dallas, TX USA, Best Short Film) 2023 voor Bezorgd
- Flagstaff International Film Festival (Flagstaff, AZ USA, Best Foreign Language Film) 2023 voor Bezorgd
- Short Film Festival Novigrad, (Novigrad, Kroatië, Best International Film) 2023, voor Bezorgd
- Seguin Film & Arts Festival (Seguin, TX USA, Best Drama) 2023 voor Bezorgd
- Santa Cruz International Film Festival (Santa Cruz, Argentinië, Best Social Short) 2024 voor Bezorgd
- Festival Internationale Corti da Sogni (Ravenna, Italië, Mitici Critici - Young Audience Award) 2024 voor Bezorgd
- Burlington County Short Film Festival (Burlington, NJ USA, Best Drama) 2024 voor Bezorgd
- Movies that Matter Festival (Den Haag, NL, Special Mention Education) 2025 voor Bezorgd

## Filmografie
- 2022.  Bezorgd
- 2017.  The Hill
- 2016.  Silence
- 2010.  The Palace
- 1997.  The Scarlet Seduction
- 1996.  De Noormannen
- 1995.  Love me Tonight
- 1994.  Nighthawks
- 1993.  Chess (als producent)